# Aphoenops parvulus
Aphoenops parvulus is een keversoort uit de familie van de loopkevers (Carabidae). De wetenschappelijke naam van de soort is voor het eerst geldig gepubliceerd in 2010 door Faille, Bourdeau & Fresneda.